# Lista di asteroidi (641001-642000)
Di seguito una lista di asteroidi dal numero 641001  al 642000 con data di scoperta e scopritore.

## 641001–641100
| Nome   | Designazione provvisoria | Data di scoperta  | Scopritore                              |
| ------ | ------------------------ | ----------------- | --------------------------------------- |
| 641001 | 2002 RH289               | 17 novembre 2009  | Mount Lemmon Survey                     |
| 641002 | 2002 RL290               | 12 febbraio 2011  | Mount Lemmon Survey                     |
| 641003 | 2002 RH291               | 17 novembre 2009  | CSS                                     |
| 641004 | 2002 RD294               | 14 aprile 2004    | Spacewatch                              |
| 641005 | 2002 RK294               | 21 settembre 2012 | Mount Lemmon Survey                     |
| 641006 | 2002 RX295               | 30 aprile 2011    | Mount Lemmon Survey                     |
| 641007 | 2002 RZ295               | 26 febbraio 2012  | Pan-STARRS                              |
| 641008 | 2002 RP297               | 3 ottobre 2006    | Mount Lemmon Survey                     |
| 641009 | 2002 RN298               | 14 agosto 2012    | Pan-STARRS                              |
| 641010 | 2002 RV298               | 3 settembre 2002  | NEAT                                    |
| 641011 | 2002 RT299               | 1 novembre 2015   | Mount Lemmon Survey                     |
| 641012 | 2002 RU299               | 27 gennaio 2007   | Spacewatch                              |
| 641013 | 2002 RM300               | 4 dicembre 2015   | Pan-STARRS                              |
| 641014 | 2002 RS300               | 27 maggio 2014    | Pan-STARRS                              |
| 641015 | 2002 RX300               | 3 settembre 2002  | NEAT                                    |
| 641016 | 2002 RY300               | 29 agosto 2006    | Spacewatch                              |
| 641017 | 2002 RA301               | 22 agosto 2014    | Pan-STARRS                              |
| 641018 | 2002 RD301               | 5 dicembre 2007   | Spacewatch                              |
| 641019 | 2002 SU13                | 14 settembre 2002 | LONEOS                                  |
| 641020 | 2002 SQ33                | 28 settembre 2002 | AMOS                                    |
| 641021 | 2002 SK52                | 10 settembre 2002 | NEAT                                    |
| 641022 | 2002 SF63                | 5 settembre 2002  | LINEAR                                  |
| 641023 | 2002 SN63                | 12 agosto 2002    | M. W. Buie, S. D. Kern                  |
| 641024 | 2002 SR63                | 27 settembre 2002 | NEAT                                    |
| 641025 | 2002 SG66                | 24 novembre 2003  | Kitt Peak Obs.                          |
| 641026 | 2002 ST68                | 17 settembre 2002 | AMOS                                    |
| 641027 | 2002 SF71                | 19 settembre 2007 | Spacewatch                              |
| 641028 | 2002 SZ71                | 16 dicembre 2007  | Mount Lemmon Survey                     |
| 641029 | 2002 SV72                | 20 agosto 2002    | NEAT                                    |
| 641030 | 2002 SR75                | 6 novembre 2013   | Pan-STARRS                              |
| 641031 | 2002 SW75                | 25 luglio 2006    | NEAT                                    |
| 641032 | 2002 TB2                 | 1 ottobre 2002    | LONEOS                                  |
| 641033 | 2002 TE12                | 26 settembre 2002 | NEAT                                    |
| 641034 | 2002 TB17                | 1 ottobre 2002    | AMOS                                    |
| 641035 | 2002 TG29                | 2 ottobre 2002    | LINEAR                                  |
| 641036 | 2002 TH59                | 4 ottobre 2002    | LINEAR                                  |
| 641037 | 2002 TQ98                | 3 ottobre 2002    | LINEAR                                  |
| 641038 | 2002 TC104               | 6 settembre 2002  | LINEAR                                  |
| 641039 | 2002 TO117               | 3 ottobre 2002    | NEAT                                    |
| 641040 | 2002 TF118               | 3 ottobre 2002    | NEAT                                    |
| 641041 | 2002 TZ118               | 3 ottobre 2002    | NEAT                                    |
| 641042 | 2002 TO131               | 28 settembre 2002 | AMOS                                    |
| 641043 | 2002 TY141               | 5 ottobre 2002    | NEAT                                    |
| 641044 | 2002 TZ146               | 4 ottobre 2002    | LINEAR                                  |
| 641045 | 2002 TA148               | 5 ottobre 2002    | NEAT                                    |
| 641046 | 2002 TQ148               | 11 agosto 2002    | LINEAR                                  |
| 641047 | 2002 TQ153               | 5 ottobre 2002    | NEAT                                    |
| 641048 | 2002 TC156               | 12 settembre 2002 | NEAT                                    |
| 641049 | 2002 TM167               | 3 settembre 2002  | NEAT                                    |
| 641050 | 2002 TN167               | 15 settembre 2002 | LONEOS                                  |
| 641051 | 2002 TD201               | 5 ottobre 2002    | Spacewatch                              |
| 641052 | 2002 TU209               | 6 ottobre 2002    | AMOS                                    |
| 641053 | 2002 TG221               | 6 ottobre 2002    | LINEAR                                  |
| 641054 | 2002 TP235               | 6 ottobre 2002    | LINEAR                                  |
| 641055 | 2002 TJ236               | 6 ottobre 2002    | LINEAR                                  |
| 641056 | 2002 TJ252               | 8 ottobre 2002    | LONEOS                                  |
| 641057 | 2002 TV269               | 28 settembre 2002 | AMOS                                    |
| 641058 | 2002 TM383               | 5 ottobre 2002    | SDSS Collaboration                      |
| 641059 | 2002 TD386               | 29 agosto 2006    | Spacewatch                              |
| 641060 | 2002 TT389               | 19 settembre 2007 | Spacewatch                              |
| 641061 | 2002 TS390               | 9 maggio 2013     | Pan-STARRS                              |
| 641062 | 2002 TV390               | 21 settembre 2009 | Osservatorio astronomico di Maiorca     |
| 641063 | 2002 TA391               | 31 ottobre 2006   | Mount Lemmon Survey                     |
| 641064 | 2002 TK391               | 12 aprile 2013    | Pan-STARRS                              |
| 641065 | 2002 TB392               | 28 gennaio 2012   | Pan-STARRS                              |
| 641066 | 2002 TG392               | 5 ottobre 2002    | NEAT                                    |
| 641067 | 2002 TL392               | 4 marzo 2017      | Pan-STARRS                              |
| 641068 | 2002 TC394               | 21 dicembre 2006  | Spacewatch                              |
| 641069 | 2002 TE394               | 19 agosto 2006    | Spacewatch                              |
| 641070 | 2002 UW13                | 29 settembre 2002 | AMOS                                    |
| 641071 | 2002 UF19                | 30 ottobre 2002   | AMOS                                    |
| 641072 | 2002 UR24                | 29 ottobre 2002   | Spacewatch                              |
| 641073 | 2002 UD26                | 30 ottobre 2002   | Spacewatch                              |
| 641074 | 2002 UW29                | 9 ottobre 2002    | Spacewatch                              |
| 641075 | 2002 US73                | 29 ottobre 2002   | NEAT                                    |
| 641076 | 2002 UW76                | 8 febbraio 2008   | Mount Lemmon Survey                     |
| 641077 | 2002 UD77                | 4 novembre 2002   | LONEOS                                  |
| 641078 | 2002 UD79                | 25 novembre 2006  | Mount Lemmon Survey                     |
| 641079 | 2002 UF79                | 30 settembre 2006 | CSS                                     |
| 641080 | 2002 UA80                | 28 aprile 2011    | Pan-STARRS                              |
| 641081 | 2002 UD80                | 1 novembre 2002   | AMOS                                    |
| 641082 | 2002 UQ80                | 29 settembre 2010 | Mount Lemmon Survey                     |
| 641083 | 2002 UO81                | 25 agosto 2012    | Spacewatch                              |
| 641084 | 2002 US81                | 1 novembre 2006   | CSS                                     |
| 641085 | 2002 UV81                | 16 giugno 2018    | Pan-STARRS                              |
| 641086 | 2002 UD82                | 22 settembre 2009 | Mount Lemmon Survey                     |
| 641087 | 2002 VX                  | 1 novembre 2002   | Osservatorio del Roque de los Muchachos |
| 641088 | 2002 VW4                 | 4 novembre 2002   | Spacewatch                              |
| 641089 | 2002 VJ15                | 31 ottobre 2002   | NEAT                                    |
| 641090 | 2002 VR18                | 3 ottobre 2002    | NEAT                                    |
| 641091 | 2002 VL25                | 31 ottobre 2002   | NEAT                                    |
| 641092 | 2002 VT46                | 31 ottobre 2002   | NEAT                                    |
| 641093 | 2002 VH115               | 11 novembre 2002  | LINEAR                                  |
| 641094 | 2002 VR116               | 11 novembre 2002  | J. V. McClusky                          |
| 641095 | 2002 VQ132               | 2 novembre 2002   | Osservatorio del Roque de los Muchachos |
| 641096 | 2002 VF137               | 19 settembre 1995 | Spacewatch                              |
| 641097 | 2002 VQ138               | 13 novembre 2002  | NEAT                                    |
| 641098 | 2002 VP144               | 31 ottobre 2002   | NEAT                                    |
| 641099 | 2002 VT144               | 31 ottobre 2002   | NEAT                                    |
| 641100 | 2002 VW147               | 4 settembre 2010  | Mount Lemmon Survey                     |

## 641101–641200
| Nome   | Designazione provvisoria | Data di scoperta  | Scopritore                 |
| ------ | ------------------------ | ----------------- | -------------------------- |
| 641101 | 2002 VK148               | 4 novembre 2010   | L. Bernasconi              |
| 641102 | 2002 VM148               | 14 settembre 2007 | CSS                        |
| 641103 | 2002 VS149               | 21 giugno 2012    | Mount Lemmon Survey        |
| 641104 | 2002 VC150               | 16 novembre 2009  | Spacewatch                 |
| 641105 | 2002 VG150               | 4 aprile 2011     | Spacewatch                 |
| 641106 | 2002 VQ150               | 12 agosto 2006    | NEAT                       |
| 641107 | 2002 VR150               | 20 ottobre 2012   | Pan-STARRS                 |
| 641108 | 2002 VW151               | 5 marzo 2014      | Pan-STARRS                 |
| 641109 | 2002 VD152               | 14 novembre 2002  | NEAT                       |
| 641110 | 2002 VM152               | 2 febbraio 2009   | Spacewatch                 |
| 641111 | 2002 VX152               | 17 settembre 2012 | Mount Lemmon Survey        |
| 641112 | 2002 VR153               | 19 aprile 2004    | Spacewatch                 |
| 641113 | 2002 VS153               | 26 ottobre 2009   | Spacewatch                 |
| 641114 | 2002 VM154               | 13 novembre 2002  | NEAT                       |
| 641115 | 2002 WX1                 | 23 novembre 2002  | NEAT                       |
| 641116 | 2002 WY4                 | 24 novembre 2002  | NEAT                       |
| 641117 | 2002 WQ13                | 27 novembre 2002  | LONEOS                     |
| 641118 | 2002 WH20                | 5 dicembre 2002   | LINEAR                     |
| 641119 | 2002 WY22                | 14 maggio 2005    | Mount Lemmon Survey        |
| 641120 | 2002 WV23                | 19 settembre 2006 | CSS                        |
| 641121 | 2002 WJ24                | 9 luglio 2005     | Spacewatch                 |
| 641122 | 2002 WH25                | 8 maggio 2005     | Mount Lemmon Survey        |
| 641123 | 2002 WU25                | 19 ottobre 2007   | CSS                        |
| 641124 | 2002 WF31                | 30 ottobre 2008   | Mount Lemmon Survey        |
| 641125 | 2002 WQ32                | 26 agosto 2012    | Pan-STARRS                 |
| 641126 | 2002 WU32                | 21 marzo 2004     | Spacewatch                 |
| 641127 | 2002 XE2                 | 24 novembre 2002  | NEAT                       |
| 641128 | 2002 XM18                | 5 dicembre 2002   | LINEAR                     |
| 641129 | 2002 XA38                | 12 novembre 2002  | NEAT                       |
| 641130 | 2002 XD92                | 4 dicembre 2002   | Kitt Peak Obs.             |
| 641131 | 2002 XT117               | 2 dicembre 2002   | AMOS                       |
| 641132 | 2002 XS121               | 2 novembre 2007   | Spacewatch                 |
| 641133 | 2002 XX121               | 23 ottobre 2012   | Spacewatch                 |
| 641134 | 2002 XM122               | 3 settembre 2010  | Mount Lemmon Survey        |
| 641135 | 2002 XZ122               | 25 dicembre 2013  | Mount Lemmon Survey        |
| 641136 | 2002 XD123               | 22 novembre 1995  | Spacewatch                 |
| 641137 | 2002 XG123               | 28 novembre 2013  | Mount Lemmon Survey        |
| 641138 | 2002 XK123               | 7 febbraio 2008   | Spacewatch                 |
| 641139 | 2002 XU123               | 10 maggio 2015    | Mount Lemmon Survey        |
| 641140 | 2002 XV123               | 7 giugno 2013     | Pan-STARRS                 |
| 641141 | 2002 YL11                | 31 dicembre 2002  | Y.-B. Jeon, H. Lee         |
| 641142 | 2002 YS12                | 13 dicembre 2002  | LINEAR                     |
| 641143 | 2002 YC27                | 31 dicembre 2002  | LINEAR                     |
| 641144 | 2002 YA37                | 20 marzo 2014     | Mount Lemmon Survey        |
| 641145 | 2003 AH22                | 5 gennaio 2003    | LINEAR                     |
| 641146 | 2003 AN71                | 10 gennaio 2003   | Spacewatch                 |
| 641147 | 2003 AJ83                | 5 gennaio 2003    | I. dell'Antonio, D. Loomba |
| 641148 | 2003 AB95                | 5 gennaio 2003    | Spacewatch                 |
| 641149 | 2003 AE95                | 8 novembre 2007   | Mount Lemmon Survey        |
| 641150 | 2003 AS95                | 27 agosto 2016    | Pan-STARRS                 |
| 641151 | 2003 AV95                | 10 dicembre 2009  | Mount Lemmon Survey        |
| 641152 | 2003 BX3                 | 24 gennaio 2003   | A. Boattini, O. R. Hainaut |
| 641153 | 2003 BC4                 | 24 gennaio 2003   | A. Boattini, O. R. Hainaut |
| 641154 | 2003 BH50                | 7 gennaio 2003    | LINEAR                     |
| 641155 | 2003 BC75                | 24 gennaio 2003   | NEAT                       |
| 641156 | 2003 BH76                | 24 gennaio 2003   | NEAT                       |
| 641157 | 2003 BS95                | 1 ottobre 2005    | CSS                        |
| 641158 | 2003 BU95                | 29 ottobre 2005   | Spacewatch                 |
| 641159 | 2003 BX95                | 22 ottobre 2012   | Pan-STARRS                 |
| 641160 | 2003 BX96                | 8 marzo 2014      | Mount Lemmon Survey        |
| 641161 | 2003 BY96                | 24 febbraio 2012  | Pan-STARRS                 |
| 641162 | 2003 BC97                | 27 agosto 2006    | Spacewatch                 |
| 641163 | 2003 BO97                | 28 febbraio 2014  | Pan-STARRS                 |
| 641164 | 2003 BN98                | 26 giugno 2011    | Mount Lemmon Survey        |
| 641165 | 2003 BW98                | 20 ottobre 2012   | Spacewatch                 |
| 641166 | 2003 BE99                | 3 novembre 2007   | Spacewatch                 |
| 641167 | 2003 BL99                | 10 ottobre 2012   | Mount Lemmon Survey        |
| 641168 | 2003 BS100               | 7 luglio 2014     | Pan-STARRS                 |
| 641169 | 2003 BY100               | 26 gennaio 2017   | Mount Lemmon Survey        |
| 641170 | 2003 BR101               | 19 aprile 2013    | Mount Lemmon Survey        |
| 641171 | 2003 BU101               | 14 giugno 2010    | Mount Lemmon Survey        |
| 641172 | 2003 CQ10                | 27 gennaio 2003   | LINEAR                     |
| 641173 | 2003 CV16                | 27 gennaio 2003   | NEAT                       |
| 641174 | 2003 CA27                | 30 settembre 2006 | Mount Lemmon Survey        |
| 641175 | 2003 CD27                | 21 ottobre 2012   | Pan-STARRS                 |
| 641176 | 2003 CE27                | 25 novembre 2006  | Spacewatch                 |
| 641177 | 2003 EM36                | 9 marzo 2003      | LINEAR                     |
| 641178 | 2003 EM42                | 9 marzo 2003      | Spacewatch                 |
| 641179 | 2003 ER43                | 9 febbraio 2003   | NEAT                       |
| 641180 | 2003 EX54                | 7 marzo 2003      | Kitt Peak Obs.             |
| 641181 | 2003 EK55                | 9 marzo 2003      | Kitt Peak Obs.             |
| 641182 | 2003 EM64                | 28 maggio 2014    | Pan-STARRS                 |
| 641183 | 2003 EU64                | 27 gennaio 2017   | Mount Lemmon Survey        |
| 641184 | 2003 EV64                | 13 marzo 2003     | Spacewatch                 |
| 641185 | 2003 EX64                | 12 maggio 2015    | Mount Lemmon Survey        |
| 641186 | 2003 EC65                | 9 dicembre 2015   | Pan-STARRS                 |
| 641187 | 2003 FT13                | 23 marzo 2003     | Spacewatch                 |
| 641188 | 2003 FD57                | 7 marzo 2003      | LONEOS                     |
| 641189 | 2003 FP59                | 26 marzo 2003     | NEAT                       |
| 641190 | 2003 FY102               | 29 marzo 2003     | K. Sárneczky               |
| 641191 | 2003 FN122               | 31 marzo 2003     | Cerro Tololo Obs.          |
| 641192 | 2003 FK124               | 31 marzo 2003     | Spacewatch                 |
| 641193 | 2003 FB125               | 30 marzo 2003     | M. W. Buie, A. B. Jordan   |
| 641194 | 2003 FR125               | 30 marzo 2003     | M. W. Buie, A. B. Jordan   |
| 641195 | 2003 FT125               | 30 marzo 2003     | M. W. Buie, A. B. Jordan   |
| 641196 | 2003 FR126               | 9 aprile 2014     | Spacewatch                 |
| 641197 | 2003 FL134               | 17 novembre 2006  | Mount Lemmon Survey        |
| 641198 | 2003 FH135               | 5 aprile 2014     | Pan-STARRS                 |
| 641199 | 2003 FW135               | 4 maggio 2014     | Pan-STARRS                 |
| 641200 | 2003 FC136               | 23 gennaio 2014   | Spacewatch                 |

## 641201–641300
| Nome   | Designazione provvisoria | Data di scoperta  | Scopritore                    |
| ------ | ------------------------ | ----------------- | ----------------------------- |
| 641201 | 2003 FY136               | 28 aprile 2012    | Mount Lemmon Survey           |
| 641202 | 2003 FA137               | 29 aprile 2014    | Pan-STARRS                    |
| 641203 | 2003 FC138               | 20 ottobre 2008   | Mount Lemmon Survey           |
| 641204 | 2003 FS138               | 15 ottobre 2009   | Spacewatch                    |
| 641205 | 2003 FT138               | 20 giugno 2015    | Pan-STARRS                    |
| 641206 | 2003 FS139               | 12 novembre 2010  | Mount Lemmon Survey           |
| 641207 | 2003 FZ139               | 1 dicembre 2005   | Mount Lemmon Survey           |
| 641208 | 2003 FA140               | 14 settembre 2006 | Spacewatch                    |
| 641209 | 2003 FN140               | 4 gennaio 2017    | Pan-STARRS                    |
| 641210 | 2003 FT140               | 27 dicembre 2011  | Mount Lemmon Survey           |
| 641211 | 2003 FH141               | 24 marzo 2003     | Spacewatch                    |
| 641212 | 2003 GQ21                | 24 marzo 2003     | Spacewatch                    |
| 641213 | 2003 GS31                | 5 aprile 2003     | Spacewatch                    |
| 641214 | 2003 GD33                | 2 aprile 2003     | Cerro Tololo Obs.             |
| 641215 | 2003 GS33                | 5 aprile 2003     | Cerro Tololo Obs.             |
| 641216 | 2003 GR45                | 9 aprile 2003     | Spacewatch                    |
| 641217 | 2003 GN47                | 22 marzo 2003     | NEAT                          |
| 641218 | 2003 GU48                | 9 aprile 2003     | NEAT                          |
| 641219 | 2003 GV50                | 9 aprile 2003     | LINEAR                        |
| 641220 | 2003 GH58                | 28 dicembre 2005  | Spacewatch                    |
| 641221 | 2003 GP58                | 28 dicembre 2011  | Mount Lemmon Survey           |
| 641222 | 2003 GX58                | 28 maggio 2014    | Pan-STARRS                    |
| 641223 | 2003 GC59                | 24 maggio 2015    | Spacewatch                    |
| 641224 | 2003 GD59                | 11 aprile 2003    | Spacewatch                    |
| 641225 | 2003 GZ59                | 5 luglio 2016     | Pan-STARRS                    |
| 641226 | 2003 GF60                | 6 novembre 2008   | Mount Lemmon Survey           |
| 641227 | 2003 GQ62                | 1 febbraio 1995   | Spacewatch                    |
| 641228 | 2003 GV62                | 27 giugno 2015    | Pan-STARRS                    |
| 641229 | 2003 GC63                | 22 febbraio 2017  | Mount Lemmon Survey           |
| 641230 | 2003 GG63                | 1 agosto 2017     | Pan-STARRS                    |
| 641231 | 2003 GT63                | 7 febbraio 2008   | Mount Lemmon Survey           |
| 641232 | 2003 GV63                | 28 gennaio 2007   | Spacewatch                    |
| 641233 | 2003 GX63                | 1 gennaio 2008    | Mount Lemmon Survey           |
| 641234 | 2003 GJ64                | 5 aprile 2003     | Spacewatch                    |
| 641235 | 2003 GM64                | 27 febbraio 2014  | Mount Lemmon Survey           |
| 641236 | 2003 GV64                | 29 gennaio 2014   | Spacewatch                    |
| 641237 | 2003 GE65                | 27 ottobre 2005   | Mount Lemmon Survey           |
| 641238 | 2003 GF65                | 4 aprile 2003     | Spacewatch                    |
| 641239 | 2003 GP65                | 27 gennaio 2007   | Spacewatch                    |
| 641240 | 2003 GB66                | 9 aprile 2003     | NEAT                          |
| 641241 | 2003 GC66                | 5 aprile 2003     | Spacewatch                    |
| 641242 | 2003 GL66                | 8 aprile 2003     | Spacewatch                    |
| 641243 | 2003 GX66                | 7 aprile 2003     | Spacewatch                    |
| 641244 | 2003 GY66                | 1 aprile 2003     | SDSS Collaboration            |
| 641245 | 2003 GK67                | 1 aprile 2003     | SDSS Collaboration            |
| 641246 | 2003 HA11                | 1 aprile 2003     | NEAT                          |
| 641247 | 2003 HA18                | 25 aprile 2003    | Spacewatch                    |
| 641248 | 2003 HK26                | 26 aprile 2003    | Spacewatch                    |
| 641249 | 2003 HM29                | 28 aprile 2003    | LONEOS                        |
| 641250 | 2003 HA35                | 26 aprile 2003    | Spacewatch                    |
| 641251 | 2003 HV55                | 4 aprile 2003     | Spacewatch                    |
| 641252 | 2003 HE58                | 24 gennaio 2006   | Spacewatch                    |
| 641253 | 2003 HP59                | 2 settembre 2008  | Spacewatch                    |
| 641254 | 2003 HF61                | 18 settembre 2010 | R. Holmes                     |
| 641255 | 2003 HR61                | 22 marzo 2014     | Mount Lemmon Survey           |
| 641256 | 2003 HU61                | 15 maggio 2012    | Pan-STARRS                    |
| 641257 | 2003 HV61                | 21 maggio 2014    | Pan-STARRS                    |
| 641258 | 2003 HA63                | 30 aprile 2003    | Spacewatch                    |
| 641259 | 2003 HJ63                | 2 agosto 2016     | Pan-STARRS                    |
| 641260 | 2003 HL63                | 30 aprile 2014    | Pan-STARRS                    |
| 641261 | 2003 HV64                | 19 novembre 2006  | Spacewatch                    |
| 641262 | 2003 HH65                | 8 novembre 2009   | Mount Lemmon Survey           |
| 641263 | 2003 JX18                | 25 ottobre 2009   | Spacewatch                    |
| 641264 | 2003 KP5                 | 23 maggio 2003    | Spacewatch                    |
| 641265 | 2003 KP6                 | 29 aprile 2003    | Spacewatch                    |
| 641266 | 2003 KP11                | 12 giugno 2015    | Mount Lemmon Survey           |
| 641267 | 2003 KZ16                | 28 maggio 2003    | LINEAR                        |
| 641268 | 2003 KT18                | 25 maggio 2003    | J. Broughton                  |
| 641269 | 2003 KM27                | 1 giugno 2003     | M. W. Buie, K. J. Meech       |
| 641270 | 2003 KD33                | 30 aprile 2003    | Spacewatch                    |
| 641271 | 2003 KT37                | 25 maggio 2003    | Spacewatch                    |
| 641272 | 2003 KW37                | 27 aprile 2012    | Pan-STARRS                    |
| 641273 | 2003 KR38                | 4 settembre 2010  | Mount Lemmon Survey           |
| 641274 | 2003 KZ38                | 30 maggio 2015    | Pan-STARRS                    |
| 641275 | 2003 KG40                | 5 maggio 2003     | Spacewatch                    |
| 641276 | 2003 KH40                | 12 ottobre 2013   | Spacewatch                    |
| 641277 | 2003 LJ10                | 26 gennaio 2017   | Pan-STARRS                    |
| 641278 | 2003 LQ10                | 5 ottobre 2013    | Pan-STARRS                    |
| 641279 | 2003 LA11                | 30 settembre 2013 | CSS                           |
| 641280 | 2003 LD11                | 7 maggio 2014     | Pan-STARRS                    |
| 641281 | 2003 LG11                | 21 febbraio 2017  | Pan-STARRS                    |
| 641282 | 2003 LL11                | 2 maggio 2014     | Spacewatch                    |
| 641283 | 2003 NY6                 | 9 luglio 2003     | K. Sárneczky, B. Sipőcz       |
| 641284 | 2003 NP10                | 3 luglio 2003     | Spacewatch                    |
| 641285 | 2003 NF13                | 9 luglio 2003     | CINEOS                        |
| 641286 | 2003 NW13                | 1 aprile 2014     | Mount Lemmon Survey           |
| 641287 | 2003 NC14                | 6 maggio 2016     | Pan-STARRS                    |
| 641288 | 2003 NM14                | 9 febbraio 2013   | Pan-STARRS                    |
| 641289 | 2003 NR14                | 13 settembre 2007 | Mount Lemmon Survey           |
| 641290 | 2003 NU14                | 30 luglio 2008    | Spacewatch                    |
| 641291 | 2003 OF                  | 18 luglio 2003    | G. J. Garradd, R. H. McNaught |
| 641292 | 2003 OW11                | 21 luglio 2003    | NEAT                          |
| 641293 | 2003 QM9                 | 24 luglio 2003    | NEAT                          |
| 641294 | 2003 QZ12                | 22 agosto 2003    | NEAT                          |
| 641295 | 2003 QH23                | 20 agosto 2003    | NEAT                          |
| 641296 | 2003 QR28                | 7 ottobre 2007    | Mount Lemmon Survey           |
| 641297 | 2003 QN45                | 23 agosto 2003    | NEAT                          |
| 641298 | 2003 QW47                | 20 agosto 2003    | NEAT                          |
| 641299 | 2003 QN49                | 22 agosto 2003    | NEAT                          |
| 641300 | 2003 QX69                | 26 agosto 2003    | K. Sárneczky, B. Sipőcz       |

## 641301–641400
| Nome   | Designazione provvisoria | Data di scoperta  | Scopritore                  |
| ------ | ------------------------ | ----------------- | --------------------------- |
| 641301 | 2003 QW70                | 23 agosto 2003    | NEAT                        |
| 641302 | 2003 QF76                | 24 luglio 2003    | NEAT                        |
| 641303 | 2003 QL80                | 22 agosto 2003    | NEAT                        |
| 641304 | 2003 QS98                | 30 agosto 2003    | Spacewatch                  |
| 641305 | 2003 QA108               | 31 agosto 2003    | AMOS                        |
| 641306 | 2003 QG120               | 23 agosto 2003    | Osservatorio di Mauna Kea   |
| 641307 | 2003 QO120               | 23 agosto 2003    | NEAT                        |
| 641308 | 2003 QN122               | 23 agosto 2003    | NEAT                        |
| 641309 | 2003 QS123               | 23 agosto 2003    | NEAT                        |
| 641310 | 2003 QE124               | 15 settembre 2007 | Mount Lemmon Survey         |
| 641311 | 2003 QP125               | 30 gennaio 2006   | Spacewatch                  |
| 641312 | 2003 QX125               | 26 settembre 2006 | Mount Lemmon Survey         |
| 641313 | 2003 RC3                 | 28 agosto 2003    | NEAT                        |
| 641314 | 2003 RJ9                 | 28 agosto 2003    | NEAT                        |
| 641315 | 2003 SB41                | 17 settembre 2003 | NEAT                        |
| 641316 | 2003 SO79                | 19 settembre 2003 | Spacewatch                  |
| 641317 | 2003 SK89                | 18 settembre 2003 | NEAT                        |
| 641318 | 2003 SQ113               | 16 settembre 2003 | Spacewatch                  |
| 641319 | 2003 SL119               | 22 agosto 2003    | NEAT                        |
| 641320 | 2003 SK127               | 18 settembre 2003 | NEAT                        |
| 641321 | 2003 SL127               | 21 settembre 2003 | Spacewatch                  |
| 641322 | 2003 SQ127               | 21 settembre 2003 | LINEAR                      |
| 641323 | 2003 SY185               | 23 settembre 2003 | NEAT                        |
| 641324 | 2003 SP186               | 23 settembre 2003 | NEAT                        |
| 641325 | 2003 SS189               | 20 settembre 2003 | Spacewatch                  |
| 641326 | 2003 SF207               | 18 settembre 2003 | NEAT                        |
| 641327 | 2003 SX209               | 25 settembre 2003 | AMOS                        |
| 641328 | 2003 SD215               | 26 settembre 2003 | P. G. Comba                 |
| 641329 | 2003 ST234               | 25 settembre 2003 | AMOS                        |
| 641330 | 2003 SE263               | 19 settembre 2003 | NEAT                        |
| 641331 | 2003 ST264               | 28 settembre 2003 | LINEAR                      |
| 641332 | 2003 SY278               | 30 settembre 2003 | Spacewatch                  |
| 641333 | 2003 SS323               | 16 settembre 2003 | Spacewatch                  |
| 641334 | 2003 SW336               | 27 settembre 2003 | SDSS Collaboration          |
| 641335 | 2003 SA343               | 17 settembre 2003 | Spacewatch                  |
| 641336 | 2003 SK348               | 18 settembre 2003 | Spacewatch                  |
| 641337 | 2003 SH359               | 21 settembre 2003 | Spacewatch                  |
| 641338 | 2003 SX360               | 22 settembre 2003 | Spacewatch                  |
| 641339 | 2003 SB361               | 22 settembre 2003 | Spacewatch                  |
| 641340 | 2003 SF361               | 22 settembre 2003 | Spacewatch                  |
| 641341 | 2003 SA366               | 28 settembre 2003 | Spacewatch                  |
| 641342 | 2003 SK372               | 9 marzo 2005      | Mount Lemmon Survey         |
| 641343 | 2003 ST375               | 26 settembre 2003 | SDSS Collaboration          |
| 641344 | 2003 SV378               | 21 marzo 2002     | Spacewatch                  |
| 641345 | 2003 SY380               | 26 settembre 2003 | SDSS Collaboration          |
| 641346 | 2003 SM385               | 26 settembre 2003 | SDSS Collaboration          |
| 641347 | 2003 SV386               | 26 settembre 2003 | SDSS Collaboration          |
| 641348 | 2003 SM388               | 26 settembre 2003 | SDSS Collaboration          |
| 641349 | 2003 SR388               | 19 settembre 2003 | NEAT                        |
| 641350 | 2003 SB393               | 26 settembre 2003 | SDSS Collaboration          |
| 641351 | 2003 SQ395               | 26 settembre 2003 | SDSS Collaboration          |
| 641352 | 2003 SM397               | 26 settembre 2003 | SDSS Collaboration          |
| 641353 | 2003 SJ400               | 26 settembre 2003 | SDSS Collaboration          |
| 641354 | 2003 SG403               | 27 settembre 2003 | Spacewatch                  |
| 641355 | 2003 SP407               | 27 settembre 2003 | SDSS Collaboration          |
| 641356 | 2003 SF411               | 28 settembre 2003 | SDSS Collaboration          |
| 641357 | 2003 SS412               | 18 settembre 2003 | Spacewatch                  |
| 641358 | 2003 SR414               | 28 settembre 2003 | SDSS Collaboration          |
| 641359 | 2003 SR424               | 25 settembre 2003 | Osservatorio di Mauna Kea   |
| 641360 | 2003 SS427               | 30 settembre 2003 | SDSS Collaboration          |
| 641361 | 2003 SL428               | 18 settembre 2003 | Spacewatch                  |
| 641362 | 2003 SK436               | 18 settembre 2003 | Spacewatch                  |
| 641363 | 2003 SZ437               | 18 settembre 2003 | Spacewatch                  |
| 641364 | 2003 SM438               | 29 settembre 2003 | Spacewatch                  |
| 641365 | 2003 SB439               | 20 settembre 2003 | Spacewatch                  |
| 641366 | 2003 SM440               | 4 settembre 2013  | Mount Lemmon Survey         |
| 641367 | 2003 SQ440               | 20 settembre 2003 | Spacewatch                  |
| 641368 | 2003 SS440               | 10 ottobre 2008   | Spacewatch                  |
| 641369 | 2003 SQ441               | 22 dicembre 2008  | Spacewatch                  |
| 641370 | 2003 SZ441               | 17 settembre 2009 | Spacewatch                  |
| 641371 | 2003 ST443               | 1 ottobre 2008    | Spacewatch                  |
| 641372 | 2003 SH444               | 20 settembre 2003 | A. Boattini, A. Di Paola    |
| 641373 | 2003 SD449               | 15 febbraio 2013  | Pan-STARRS                  |
| 641374 | 2003 SR451               | 26 settembre 2003 | SDSS Collaboration          |
| 641375 | 2003 SB452               | 1 maggio 2006     | Spacewatch                  |
| 641376 | 2003 SZ453               | 10 settembre 2013 | Pan-STARRS                  |
| 641377 | 2003 SB454               | 21 dicembre 2014  | Pan-STARRS                  |
| 641378 | 2003 SZ457               | 29 giugno 2016    | Pan-STARRS                  |
| 641379 | 2003 SB459               | 23 marzo 2015     | L. H. Wasserman, M. W. Buie |
| 641380 | 2003 SS459               | 14 ottobre 2017   | Mount Lemmon Survey         |
| 641381 | 2003 SM461               | 17 settembre 2003 | Spacewatch                  |
| 641382 | 2003 SS462               | 26 gennaio 2017   | Mount Lemmon Survey         |
| 641383 | 2003 SX464               | 22 settembre 2003 | NEAT                        |
| 641384 | 2003 SG466               | 20 settembre 2003 | Spacewatch                  |
| 641385 | 2003 SM466               | 18 settembre 2003 | Spacewatch                  |
| 641386 | 2003 SJ467               | 18 settembre 2003 | Spacewatch                  |
| 641387 | 2003 SK474               | 22 settembre 2003 | Spacewatch                  |
| 641388 | 2003 SM476               | 28 settembre 2003 | Spacewatch                  |
| 641389 | 2003 TQ4                 | 1 ottobre 2003    | Spacewatch                  |
| 641390 | 2003 TG22                | 1 ottobre 2003    | Spacewatch                  |
| 641391 | 2003 TH53                | 5 ottobre 2003    | Spacewatch                  |
| 641392 | 2003 TN60                | 4 ottobre 2003    | Spacewatch                  |
| 641393 | 2003 TL61                | 23 settembre 2008 | Spacewatch                  |
| 641394 | 2003 TN62                | 22 febbraio 2017  | Pan-STARRS                  |
| 641395 | 2003 TE63                | 26 novembre 2014  | Pan-STARRS                  |
| 641396 | 2003 TU63                | 16 febbraio 2015  | Pan-STARRS                  |
| 641397 | 2003 TR65                | 2 ottobre 2003    | Spacewatch                  |
| 641398 | 2003 TA66                | 4 ottobre 2003    | Spacewatch                  |
| 641399 | 2003 UX15                | 16 ottobre 2003   | NEAT                        |
| 641400 | 2003 UY23                | 21 ottobre 2003   | J. Dellinger                |

## 641401–641500
| Nome   | Designazione provvisoria | Data di scoperta  | Scopritore          |
| ------ | ------------------------ | ----------------- | ------------------- |
| 641401 | 2003 UQ59                | 19 ottobre 2003   | NEAT                |
| 641402 | 2003 US71                | 19 ottobre 2003   | Spacewatch          |
| 641403 | 2003 UG76                | 16 settembre 2003 | NEAT                |
| 641404 | 2003 UQ107               | 19 ottobre 2003   | Spacewatch          |
| 641405 | 2003 UD111               | 19 ottobre 2003   | AMOS                |
| 641406 | 2003 UD112               | 20 ottobre 2003   | Spacewatch          |
| 641407 | 2003 UE137               | 22 settembre 2003 | NEAT                |
| 641408 | 2003 UO156               | 20 ottobre 2003   | Spacewatch          |
| 641409 | 2003 UH157               | 20 ottobre 2003   | Spacewatch          |
| 641410 | 2003 UN169               | 22 ottobre 2003   | Spacewatch          |
| 641411 | 2003 UB173               | 15 ottobre 2003   | LONEOS              |
| 641412 | 2003 UQ221               | 22 ottobre 2003   | Spacewatch          |
| 641413 | 2003 UZ268               | 19 settembre 2003 | Spacewatch          |
| 641414 | 2003 UL271               | 22 settembre 2003 | Spacewatch          |
| 641415 | 2003 UC286               | 19 ottobre 2003   | Spacewatch          |
| 641416 | 2003 US320               | 23 ottobre 2003   | LONEOS              |
| 641417 | 2003 UJ329               | 17 ottobre 2003   | Spacewatch          |
| 641418 | 2003 UO341               | 20 luglio 2003    | NEAT                |
| 641419 | 2003 UM342               | 11 dicembre 2004  | Spacewatch          |
| 641420 | 2003 UB345               | 19 ottobre 2003   | SDSS Collaboration  |
| 641421 | 2003 UT346               | 29 settembre 2003 | Spacewatch          |
| 641422 | 2003 US348               | 19 ottobre 2003   | SDSS Collaboration  |
| 641423 | 2003 UZ349               | 10 marzo 2005     | Mount Lemmon Survey |
| 641424 | 2003 UR354               | 30 settembre 2003 | SDSS Collaboration  |
| 641425 | 2003 UE363               | 20 ottobre 2003   | Spacewatch          |
| 641426 | 2003 UM365               | 20 ottobre 2003   | Spacewatch          |
| 641427 | 2003 US372               | 17 settembre 2003 | Spacewatch          |
| 641428 | 2003 UU381               | 28 settembre 2003 | SDSS Collaboration  |
| 641429 | 2003 UE391               | 22 ottobre 2003   | SDSS Collaboration  |
| 641430 | 2003 UA399               | 22 ottobre 2003   | SDSS Collaboration  |
| 641431 | 2003 UP405               | 23 ottobre 2003   | SDSS Collaboration  |
| 641432 | 2003 UN408               | 26 settembre 2003 | SDSS Collaboration  |
| 641433 | 2003 UA409               | 23 ottobre 2003   | SDSS Collaboration  |
| 641434 | 2003 UJ415               | 27 ottobre 2003   | Spacewatch          |
| 641435 | 2003 UL419               | 27 ottobre 2003   | Spacewatch          |
| 641436 | 2003 UD421               | 28 agosto 2006    | CSS                 |
| 641437 | 2003 UF421               | 18 dicembre 2009  | Mount Lemmon Survey |
| 641438 | 2003 UD422               | 20 ottobre 2003   | Spacewatch          |
| 641439 | 2003 UG425               | 23 ottobre 2003   | Spacewatch          |
| 641440 | 2003 US425               | 17 settembre 2012 | Mount Lemmon Survey |
| 641441 | 2003 UJ427               | 19 novembre 2008  | Spacewatch          |
| 641442 | 2003 UL427               | 19 ottobre 2003   | SDSS Collaboration  |
| 641443 | 2003 UK428               | 17 ottobre 2003   | Spacewatch          |
| 641444 | 2003 UM428               | 2 ottobre 2013    | Spacewatch          |
| 641445 | 2003 UU436               | 30 ottobre 2007   | Mount Lemmon Survey |
| 641446 | 2003 UZ438               | 29 ottobre 2003   | Spacewatch          |
| 641447 | 2003 UB439               | 22 ottobre 2003   | Spacewatch          |
| 641448 | 2003 UL439               | 21 marzo 2015     | Pan-STARRS          |
| 641449 | 2003 UB440               | 25 ottobre 2003   | Spacewatch          |
| 641450 | 2003 UG443               | 26 luglio 2017    | Pan-STARRS          |
| 641451 | 2003 UB448               | 20 ottobre 2003   | Spacewatch          |
| 641452 | 2003 WU29                | 18 novembre 2003  | Spacewatch          |
| 641453 | 2003 WH33                | 18 novembre 2003  | NEAT                |
| 641454 | 2003 WL82                | 19 ottobre 2003   | NEAT                |
| 641455 | 2003 WJ85                | 10 novembre 1999  | Spacewatch          |
| 641456 | 2003 WW89                | 23 ottobre 2003   | Spacewatch          |
| 641457 | 2003 WC106               | 21 novembre 2003  | Spacewatch          |
| 641458 | 2003 WT107               | 23 novembre 2003  | Spacewatch          |
| 641459 | 2003 WA169               | 28 ottobre 2003   | AMOS                |
| 641460 | 2003 WM182               | 22 novembre 2003  | Kitt Peak Obs.      |
| 641461 | 2003 WD183               | 26 novembre 2003  | Spacewatch          |
| 641462 | 2003 WX195               | 21 ottobre 2003   | Spacewatch          |
| 641463 | 2003 WC196               | 13 marzo 2005     | Spacewatch          |
| 641464 | 2003 WM196               | 4 settembre 2007  | Mount Lemmon Survey |
| 641465 | 2003 WZ196               | 8 maggio 2013     | Pan-STARRS          |
| 641466 | 2003 WB199               | 1 dicembre 2008   | Spacewatch          |
| 641467 | 2003 WG199               | 20 novembre 2003  | Spacewatch          |
| 641468 | 2003 WJ199               | 20 gennaio 2015   | Pan-STARRS          |
| 641469 | 2003 WR199               | 20 novembre 2003  | Spacewatch          |
| 641470 | 2003 WV199               | 21 novembre 2003  | Spacewatch          |
| 641471 | 2003 WE200               | 29 marzo 2015     | Pan-STARRS          |
| 641472 | 2003 WL201               | 30 gennaio 2011   | Mount Lemmon Survey |
| 641473 | 2003 WO201               | 30 novembre 2003  | Spacewatch          |
| 641474 | 2003 WV201               | 18 ottobre 2012   | Pan-STARRS          |
| 641475 | 2003 WW201               | 16 maggio 2013    | Mount Lemmon Survey |
| 641476 | 2003 WH202               | 26 novembre 2013  | Mount Lemmon Survey |
| 641477 | 2003 WJ202               | 10 dicembre 2010  | Mount Lemmon Survey |
| 641478 | 2003 WM202               | 15 agosto 2006    | NEAT                |
| 641479 | 2003 WZ202               | 20 novembre 2003  | Spacewatch          |
| 641480 | 2003 WH206               | 30 luglio 2017    | Pan-STARRS          |
| 641481 | 2003 WO206               | 11 novembre 2013  | Mount Lemmon Survey |
| 641482 | 2003 WQ206               | 24 ottobre 2003   | Spacewatch          |
| 641483 | 2003 WU206               | 6 novembre 2008   | Mount Lemmon Survey |
| 641484 | 2003 WQ207               | 30 ottobre 2008   | Mount Lemmon Survey |
| 641485 | 2003 WN213               | 21 novembre 2003  | Spacewatch          |
| 641486 | 2003 WW214               | 18 novembre 2003  | Spacewatch          |
| 641487 | 2003 WL215               | 19 novembre 2003  | Spacewatch          |
| 641488 | 2003 WR215               | 19 novembre 2003  | Spacewatch          |
| 641489 | 2003 WA217               | 24 novembre 2003  | Spacewatch          |
| 641490 | 2003 XD                  | 1 dicembre 2003   | LINEAR              |
| 641491 | 2003 XL29                | 19 novembre 2003  | Spacewatch          |
| 641492 | 2003 XL44                | 1 dicembre 2003   | Spacewatch          |
| 641493 | 2003 XO44                | 14 luglio 2013    | Pan-STARRS          |
| 641494 | 2003 YZ1                 | 18 dicembre 2003  | R. Clingan          |
| 641495 | 2003 YE7                 | 17 dicembre 2003  | Spacewatch          |
| 641496 | 2003 YE108               | 21 dicembre 2003  | LINEAR              |
| 641497 | 2003 YX118               | 31 maggio 2001    | Spacewatch          |
| 641498 | 2003 YW123               | 28 dicembre 2003  | Spacewatch          |
| 641499 | 2003 YJ124               | 28 dicembre 2003  | Spacewatch          |
| 641500 | 2003 YH152               | 29 dicembre 2003  | Spacewatch          |

## 641501–641600
| Nome   | Designazione provvisoria | Data di scoperta  | Scopritore                   |
| ------ | ------------------------ | ----------------- | ---------------------------- |
| 641501 | 2003 YH173               | 19 dicembre 2003  | Spacewatch                   |
| 641502 | 2003 YE183               | 5 giugno 2014     | Pan-STARRS                   |
| 641503 | 2003 YL184               | 13 gennaio 2011   | Spacewatch                   |
| 641504 | 2003 YQ185               | 24 gennaio 2014   | Pan-STARRS                   |
| 641505 | 2003 YW186               | 4 dicembre 2016   | Mount Lemmon Survey          |
| 641506 | 2003 YF187               | 1 novembre 2007   | Spacewatch                   |
| 641507 | 2003 YJ187               | 9 settembre 2015  | Pan-STARRS                   |
| 641508 | 2003 YY187               | 7 marzo 2017      | Pan-STARRS                   |
| 641509 | 2003 YG188               | 25 ottobre 2011   | Pan-STARRS                   |
| 641510 | 2003 YC189               | 19 ottobre 2015   | Pan-STARRS                   |
| 641511 | 2003 YD189               | 21 ottobre 2007   | Spacewatch                   |
| 641512 | 2003 YR189               | 21 novembre 2007  | Mount Lemmon Survey          |
| 641513 | 2003 YS189               | 12 giugno 2013    | Pan-STARRS                   |
| 641514 | 2004 AR15                | 15 gennaio 2004   | Spacewatch                   |
| 641515 | 2004 AO18                | 15 gennaio 2004   | Spacewatch                   |
| 641516 | 2004 AC20                | 28 dicembre 2003  | Spacewatch                   |
| 641517 | 2004 AH27                | 6 novembre 2007   | Mount Lemmon Survey          |
| 641518 | 2004 BJ                  | 16 gennaio 2004   | Spacewatch                   |
| 641519 | 2004 BC7                 | 16 gennaio 2004   | Spacewatch                   |
| 641520 | 2004 BX64                | 21 dicembre 2003  | Spacewatch                   |
| 641521 | 2004 BM87                | 23 gennaio 2004   | LONEOS                       |
| 641522 | 2004 BJ112               | 29 dicembre 2003  | Spacewatch                   |
| 641523 | 2004 BT134               | 18 gennaio 2004   | Spacewatch                   |
| 641524 | 2004 BG139               | 19 gennaio 2004   | Spacewatch                   |
| 641525 | 2004 BE143               | 19 gennaio 2004   | Spacewatch                   |
| 641526 | 2004 BR144               | 19 gennaio 2004   | Spacewatch                   |
| 641527 | 2004 BD145               | 19 gennaio 2004   | Spacewatch                   |
| 641528 | 2004 BH153               | 27 gennaio 2004   | Spacewatch                   |
| 641529 | 2004 BE155               | 28 gennaio 2004   | Spacewatch                   |
| 641530 | 2004 BJ164               | 30 gennaio 2004   | Spacewatch                   |
| 641531 | 2004 BQ164               | 29 dicembre 2011  | Mount Lemmon Survey          |
| 641532 | 2004 BS164               | 3 febbraio 2009   | Spacewatch                   |
| 641533 | 2004 BA165               | 19 settembre 2012 | Mount Lemmon Survey          |
| 641534 | 2004 BK165               | 18 ottobre 2006   | Spacewatch                   |
| 641535 | 2004 BF167               | 31 gennaio 2004   | Spacewatch                   |
| 641536 | 2004 BL168               | 10 ottobre 2012   | Mount Lemmon Survey          |
| 641537 | 2004 BC169               | 6 febbraio 2014   | Mount Lemmon Survey          |
| 641538 | 2004 BX169               | 26 luglio 2017    | Pan-STARRS                   |
| 641539 | 2004 BA170               | 8 gennaio 2011    | Mount Lemmon Survey          |
| 641540 | 2004 BL170               | 30 gennaio 2011   | L. Elenin                    |
| 641541 | 2004 BT171               | 21 gennaio 2015   | Pan-STARRS                   |
| 641542 | 2004 BD172               | 28 dicembre 2013  | Spacewatch                   |
| 641543 | 2004 BF173               | 30 gennaio 2004   | Spacewatch                   |
| 641544 | 2004 CO6                 | 19 gennaio 2004   | LINEAR                       |
| 641545 | 2004 CL10                | 30 gennaio 2004   | Spacewatch                   |
| 641546 | 2004 CH75                | 11 febbraio 2004  | NEAT                         |
| 641547 | 2004 CN106               | 14 febbraio 2004  | NEAT                         |
| 641548 | 2004 CJ117               | 11 febbraio 2004  | Spacewatch                   |
| 641549 | 2004 CD119               | 11 febbraio 2004  | Spacewatch                   |
| 641550 | 2004 CT119               | 12 febbraio 2004  | Spacewatch                   |
| 641551 | 2004 CC131               | 14 febbraio 2004  | NEAT                         |
| 641552 | 2004 CF131               | 16 settembre 2006 | Spacewatch                   |
| 641553 | 2004 CF132               | 9 dicembre 2015   | Mount Lemmon Survey          |
| 641554 | 2004 CH132               | 19 gennaio 2012   | Spacewatch                   |
| 641555 | 2004 CW132               | 19 dicembre 2007  | Mount Lemmon Survey          |
| 641556 | 2004 CL134               | 16 settembre 2017 | Pan-STARRS                   |
| 641557 | 2004 CO134               | 11 febbraio 2004  | NEAT                         |
| 641558 | 2004 CS134               | 1 gennaio 2009    | Spacewatch                   |
| 641559 | 2004 CK135               | 8 luglio 2014     | Pan-STARRS                   |
| 641560 | 2004 CN135               | 21 settembre 2017 | Pan-STARRS                   |
| 641561 | 2004 DE55                | 22 febbraio 2004  | Spacewatch                   |
| 641562 | 2004 DZ55                | 22 febbraio 2004  | Spacewatch                   |
| 641563 | 2004 DB57                | 22 febbraio 2004  | Spacewatch                   |
| 641564 | 2004 DM57                | 26 gennaio 2004   | LONEOS                       |
| 641565 | 2004 DC75                | 17 febbraio 2004  | Spacewatch                   |
| 641566 | 2004 DE78                | 12 febbraio 2004  | Spacewatch                   |
| 641567 | 2004 DQ83                | 17 febbraio 2004  | Spacewatch                   |
| 641568 | 2004 DE84                | 29 febbraio 2004  | Spacewatch                   |
| 641569 | 2004 DX84                | 14 dicembre 2015  | Mount Lemmon Survey          |
| 641570 | 2004 DK85                | 19 settembre 2007 | Spacewatch                   |
| 641571 | 2004 DT85                | 17 febbraio 2004  | P. R. Holvorcem, M. Schwartz |
| 641572 | 2004 DU85                | 25 aprile 2015    | Pan-STARRS                   |
| 641573 | 2004 DS86                | 18 marzo 2018     | Pan-STARRS                   |
| 641574 | 2004 DV86                | 20 marzo 2017     | Pan-STARRS                   |
| 641575 | 2004 DX86                | 28 gennaio 2015   | Pan-STARRS                   |
| 641576 | 2004 DH87                | 30 settembre 2005 | Spacewatch                   |
| 641577 | 2004 DM89                | 26 febbraio 2004  | M. W. Buie, D. E. Trilling   |
| 641578 | 2004 DV89                | 16 febbraio 2004  | Spacewatch                   |
| 641579 | 2004 ER9                 | 15 marzo 2004     | Spacewatch                   |
| 641580 | 2004 EG26                | 14 marzo 2004     | Spacewatch                   |
| 641581 | 2004 EX42                | 15 marzo 2004     | CSS                          |
| 641582 | 2004 EK47                | 2 febbraio 1997   | Spacewatch                   |
| 641583 | 2004 EX87                | 14 marzo 2004     | Spacewatch                   |
| 641584 | 2004 EZ96                | 12 marzo 2004     | NEAT                         |
| 641585 | 2004 EJ100               | 15 marzo 2004     | Spacewatch                   |
| 641586 | 2004 EF105               | 15 marzo 2004     | Spacewatch                   |
| 641587 | 2004 EN105               | 15 marzo 2004     | Spacewatch                   |
| 641588 | 2004 EX107               | 15 marzo 2004     | Spacewatch                   |
| 641589 | 2004 EP109               | 15 marzo 2004     | Spacewatch                   |
| 641590 | 2004 EM117               | 29 settembre 2014 | Pan-STARRS                   |
| 641591 | 2004 EN117               | 20 marzo 2017     | Pan-STARRS                   |
| 641592 | 2004 FH3                 | 18 marzo 2004     | W. H. Ryan, C. T. Martinez   |
| 641593 | 2004 FJ3                 | 19 marzo 2004     | W. H. Ryan, C. T. Martinez   |
| 641594 | 2004 FR6                 | 16 marzo 2004     | Spacewatch                   |
| 641595 | 2004 FM9                 | 16 marzo 2004     | Spacewatch                   |
| 641596 | 2004 FX15                | 10 marzo 2004     | NEAT                         |
| 641597 | 2004 FK31                | 30 marzo 2004     | P. R. Holvorcem, M. Schwartz |
| 641598 | 2004 FK54                | 18 marzo 2004     | Spacewatch                   |
| 641599 | 2004 FZ71                | 17 marzo 2004     | Spacewatch                   |
| 641600 | 2004 FR73                | 17 marzo 2004     | Spacewatch                   |

## 641601–641700
| Nome   | Designazione provvisoria | Data di scoperta  | Scopritore                          |
| ------ | ------------------------ | ----------------- | ----------------------------------- |
| 641601 | 2004 FO78                | 19 marzo 2004     | Spacewatch                          |
| 641602 | 2004 FF98                | 23 marzo 2004     | LINEAR                              |
| 641603 | 2004 FZ106               | 20 marzo 2004     | LINEAR                              |
| 641604 | 2004 FK113               | 21 marzo 2004     | Spacewatch                          |
| 641605 | 2004 FA120               | 23 marzo 2004     | Spacewatch                          |
| 641606 | 2004 FM152               | 17 marzo 2004     | Spacewatch                          |
| 641607 | 2004 FL157               | 17 marzo 2004     | Spacewatch                          |
| 641608 | 2004 FO162               | 18 marzo 2004     | Spacewatch                          |
| 641609 | 2004 FZ166               | 19 marzo 2004     | NEAT                                |
| 641610 | 2004 FF167               | 8 novembre 2007   | Spacewatch                          |
| 641611 | 2004 FG167               | 4 agosto 2008     | Osservatorio astronomico di Maiorca |
| 641612 | 2004 FA168               | 6 marzo 2014      | G. Proffe, S. Hellmich              |
| 641613 | 2004 FE168               | 7 novembre 2010   | Mount Lemmon Survey                 |
| 641614 | 2004 FF168               | 7 febbraio 2008   | Mount Lemmon Survey                 |
| 641615 | 2004 FB169               | 23 giugno 2009    | SSS                                 |
| 641616 | 2004 FE169               | 21 settembre 2012 | Mount Lemmon Survey                 |
| 641617 | 2004 FW169               | 4 aprile 2011     | Spacewatch                          |
| 641618 | 2004 FF170               | 23 marzo 2004     | Spacewatch                          |
| 641619 | 2004 FH170               | 28 gennaio 2014   | Mount Lemmon Survey                 |
| 641620 | 2004 FJ170               | 28 settembre 2006 | Mount Lemmon Survey                 |
| 641621 | 2004 FN170               | 9 marzo 2011      | Mount Lemmon Survey                 |
| 641622 | 2004 FQ170               | 16 marzo 2004     | Spacewatch                          |
| 641623 | 2004 FK171               | 22 ottobre 2012   | Pan-STARRS                          |
| 641624 | 2004 FO172               | 8 gennaio 2007    | Mount Lemmon Survey                 |
| 641625 | 2004 FN173               | 26 settembre 2012 | Mount Lemmon Survey                 |
| 641626 | 2004 FB174               | 16 novembre 2017  | Mount Lemmon Survey                 |
| 641627 | 2004 FU174               | 2 luglio 2008     | Spacewatch                          |
| 641628 | 2004 FP175               | 19 settembre 2006 | Spacewatch                          |
| 641629 | 2004 FX175               | 25 gennaio 2014   | Pan-STARRS                          |
| 641630 | 2004 FY176               | 14 gennaio 2016   | Pan-STARRS                          |
| 641631 | 2004 FH177               | 27 marzo 2011     | Mount Lemmon Survey                 |
| 641632 | 2004 FK177               | 20 aprile 2017    | Pan-STARRS                          |
| 641633 | 2004 FL177               | 17 settembre 2012 | Mount Lemmon Survey                 |
| 641634 | 2004 FE178               | 31 marzo 2004     | Spacewatch                          |
| 641635 | 2004 GS11                | 12 aprile 2004    | LINEAR                              |
| 641636 | 2004 GE19                | 13 aprile 2004    | Spacewatch                          |
| 641637 | 2004 GM49                | 12 aprile 2004    | Spacewatch                          |
| 641638 | 2004 GU50                | 13 aprile 2004    | Spacewatch                          |
| 641639 | 2004 GL55                | 13 aprile 2004    | Spacewatch                          |
| 641640 | 2004 GQ63                | 13 aprile 2004    | Spacewatch                          |
| 641641 | 2004 GZ64                | 13 aprile 2004    | Spacewatch                          |
| 641642 | 2004 GC65                | 13 aprile 2004    | Spacewatch                          |
| 641643 | 2004 GZ68                | 13 aprile 2004    | Spacewatch                          |
| 641644 | 2004 GU79                | 26 aprile 2000    | Spacewatch                          |
| 641645 | 2004 GK80                | 12 aprile 2004    | Spacewatch                          |
| 641646 | 2004 GN84                | 14 aprile 2004    | Spacewatch                          |
| 641647 | 2004 GV86                | 14 aprile 2004    | Spacewatch                          |
| 641648 | 2004 GP89                | 25 ottobre 2014   | Mount Lemmon Survey                 |
| 641649 | 2004 GJ90                | 17 ottobre 2012   | Pan-STARRS                          |
| 641650 | 2004 GX90                | 27 ottobre 2005   | Spacewatch                          |
| 641651 | 2004 GZ90                | 21 maggio 2015    | CTIO-DECam                          |
| 641652 | 2004 GB91                | 15 settembre 2006 | Spacewatch                          |
| 641653 | 2004 GD91                | 15 settembre 2012 | CSS                                 |
| 641654 | 2004 GK91                | 20 maggio 2015    | CTIO-DECam                          |
| 641655 | 2004 GM91                | 11 aprile 2004    | NEAT                                |
| 641656 | 2004 GN91                | 3 marzo 2009      | Spacewatch                          |
| 641657 | 2004 GY91                | 14 gennaio 2016   | Pan-STARRS                          |
| 641658 | 2004 HK11                | 19 aprile 2004    | LINEAR                              |
| 641659 | 2004 HT13                | 16 aprile 2004    | Spacewatch                          |
| 641660 | 2004 HO16                | 19 aprile 2004    | Spacewatch                          |
| 641661 | 2004 HW28                | 12 aprile 2004    | NEAT                                |
| 641662 | 2004 HL33                | 16 aprile 2004    | LINEAR                              |
| 641663 | 2004 HC72                | 25 aprile 2004    | Spacewatch                          |
| 641664 | 2004 HW79                | 31 agosto 2005    | NEAT                                |
| 641665 | 2004 HA80                | 1 settembre 2005  | Spacewatch                          |
| 641666 | 2004 HW80                | 19 aprile 2004    | Spacewatch                          |
| 641667 | 2004 HX80                | 30 gennaio 2011   | Spacewatch                          |
| 641668 | 2004 HD81                | 14 novembre 2006  | Spacewatch                          |
| 641669 | 2004 HY81                | 8 marzo 2008      | Mount Lemmon Survey                 |
| 641670 | 2004 HP82                | 24 dicembre 2013  | Mount Lemmon Survey                 |
| 641671 | 2004 HO83                | 23 marzo 2017     | Pan-STARRS                          |
| 641672 | 2004 HU83                | 30 agosto 2005    | Spacewatch                          |
| 641673 | 2004 HT84                | 20 novembre 2006  | Mount Lemmon Survey                 |
| 641674 | 2004 HB85                | 28 aprile 2004    | Spacewatch                          |
| 641675 | 2004 HP85                | 22 aprile 2004    | SDSS Collaboration                  |
| 641676 | 2004 JW7                 | 10 maggio 2004    | Spacewatch                          |
| 641677 | 2004 JV37                | 14 maggio 2004    | LINEAR                              |
| 641678 | 2004 JV38                | 14 maggio 2004    | Spacewatch                          |
| 641679 | 2004 JN48                | 21 aprile 2004    | Spacewatch                          |
| 641680 | 2004 JJ51                | 14 maggio 2004    | Spacewatch                          |
| 641681 | 2004 JO57                | 2 ottobre 2014    | Spacewatch                          |
| 641682 | 2004 JT57                | 29 marzo 2009     | Mount Lemmon Survey                 |
| 641683 | 2004 JD58                | 30 settembre 2005 | Mount Lemmon Survey                 |
| 641684 | 2004 JF58                | 6 novembre 2010   | Mount Lemmon Survey                 |
| 641685 | 2004 JK58                | 14 maggio 2004    | Spacewatch                          |
| 641686 | 2004 KL7                 | 20 maggio 2004    | Spacewatch                          |
| 641687 | 2004 KC11                | 19 maggio 2004    | Spacewatch                          |
| 641688 | 2004 KS17                | 19 maggio 2004    | Spacewatch                          |
| 641689 | 2004 KE20                | 27 novembre 2014  | Pan-STARRS                          |
| 641690 | 2004 KQ20                | 29 marzo 2014     | Mount Lemmon Survey                 |
| 641691 | 2004 KS20                | 24 febbraio 2012  | Mount Lemmon Survey                 |
| 641692 | 2004 KF21                | 19 maggio 2004    | Spacewatch                          |
| 641693 | 2004 KM21                | 1 agosto 2017     | Pan-STARRS                          |
| 641694 | 2004 KW21                | 10 novembre 2009  | Mount Lemmon Survey                 |
| 641695 | 2004 KJ22                | 23 maggio 2004    | Spacewatch                          |
| 641696 | 2004 KK22                | 1 novembre 2008   | Mount Lemmon Survey                 |
| 641697 | 2004 LF2                 | 11 giugno 2004    | LINEAR                              |
| 641698 | 2004 LU12                | 9 giugno 2004     | Spacewatch                          |
| 641699 | 2004 LP23                | 15 giugno 2004    | J. Dellinger, M. Eastman            |
| 641700 | 2004 LD32                | 25 aprile 2015    | Pan-STARRS                          |

## 641701–641800
| Nome   | Designazione provvisoria | Data di scoperta  | Scopritore                |
| ------ | ------------------------ | ----------------- | ------------------------- |
| 641701 | 2004 LL32                | 16 aprile 2004    | NEAT                      |
| 641702 | 2004 LR32                | 3 settembre 2008  | Spacewatch                |
| 641703 | 2004 LG33                | 14 giugno 2004    | Spacewatch                |
| 641704 | 2004 MJ3                 | 19 giugno 2004    | CSS                       |
| 641705 | 2004 MV9                 | 13 ottobre 2010   | Mount Lemmon Survey       |
| 641706 | 2004 MQ10                | 19 giugno 2004    | Spacewatch                |
| 641707 | 2004 NH7                 | 12 maggio 2004    | SSS                       |
| 641708 | 2004 NO22                | 11 luglio 2004    | LINEAR                    |
| 641709 | 2004 NF32                | 15 luglio 2004    | Cerro Tololo Obs.         |
| 641710 | 2004 NA34                | 12 luglio 2004    | NEAT                      |
| 641711 | 2004 NB34                | 21 luglio 2012    | SSS                       |
| 641712 | 2004 NG34                | 15 settembre 2009 | Spacewatch                |
| 641713 | 2004 NJ34                | 13 luglio 2004    | SSS                       |
| 641714 | 2004 NO34                | 15 luglio 2004    | SSS                       |
| 641715 | 2004 OL13                | 22 luglio 2004    | Osservatorio di Mauna Kea |
| 641716 | 2004 OE16                | 18 ottobre 2012   | Pan-STARRS                |
| 641717 | 2004 OU16                | 28 marzo 2014     | Mount Lemmon Survey       |
| 641718 | 2004 OK17                | 20 luglio 2004    | SSS                       |
| 641719 | 2004 PK1                 | 7 agosto 2004     | NEAT                      |
| 641720 | 2004 PE7                 | 6 agosto 2004     | NEAT                      |
| 641721 | 2004 PG29                | 6 agosto 2004     | A. Boattini, A. Di Paola  |
| 641722 | 2004 PB43                | 5 agosto 2004     | NEAT                      |
| 641723 | 2004 PS55                | 8 agosto 2004     | LONEOS                    |
| 641724 | 2004 PT68                | 11 luglio 2004    | NEAT                      |
| 641725 | 2004 PW95                | 8 agosto 2004     | LINEAR                    |
| 641726 | 2004 PG114               | 8 agosto 2004     | LINEAR                    |
| 641727 | 2004 PZ115               | 12 agosto 2004    | Osservatorio di Mauna Kea |
| 641728 | 2004 PC116               | 17 luglio 2004    | Cerro Tololo Obs.         |
| 641729 | 2004 PC118               | 8 agosto 2004     | SSS                       |
| 641730 | 2004 PD118               | 8 agosto 2004     | NEAT                      |
| 641731 | 2004 PS118               | 3 settembre 2010  | Mount Lemmon Survey       |
| 641732 | 2004 PF119               | 10 agosto 2004    | A. Boattini, F. De Luise  |
| 641733 | 2004 PZ119               | 23 agosto 2004    | Spacewatch                |
| 641734 | 2004 PB120               | 13 marzo 2008     | Spacewatch                |
| 641735 | 2004 PO120               | 16 marzo 2007     | Mount Lemmon Survey       |
| 641736 | 2004 PS120               | 8 gennaio 2013    | Mount Lemmon Survey       |
| 641737 | 2004 PP121               | 6 aprile 2014     | Mount Lemmon Survey       |
| 641738 | 2004 QW13                | 22 agosto 2004    | H. Mikuž                  |
| 641739 | 2004 QJ15                | 23 agosto 2004    | Spacewatch                |
| 641740 | 2004 QU29                | 30 agosto 2013    | Pan-STARRS                |
| 641741 | 2004 QF30                | 14 gennaio 2011   | Spacewatch                |
| 641742 | 2004 QJ32                | 25 agosto 2004    | Spacewatch                |
| 641743 | 2004 QL33                | 9 agosto 2015     | Pan-STARRS                |
| 641744 | 2004 QO33                | 22 agosto 2004    | Spacewatch                |
| 641745 | 2004 QH34                | 21 settembre 2009 | Mount Lemmon Survey       |
| 641746 | 2004 QS34                | 5 aprile 2016     | Pan-STARRS                |
| 641747 | 2004 QV34                | 19 gennaio 2012   | Pan-STARRS                |
| 641748 | 2004 QM36                | 27 aprile 2017    | Pan-STARRS                |
| 641749 | 2004 QD38                | 25 agosto 2004    | Spacewatch                |
| 641750 | 2004 QC39                | 22 agosto 2004    | Spacewatch                |
| 641751 | 2004 RS23                | 14 agosto 2013    | Pan-STARRS                |
| 641752 | 2004 RS37                | 7 settembre 2004  | LINEAR                    |
| 641753 | 2004 RS41                | 7 settembre 2004  | Spacewatch                |
| 641754 | 2004 RV44                | 14 agosto 2004    | Cerro Tololo Obs.         |
| 641755 | 2004 RX44                | 7 agosto 2004     | NEAT                      |
| 641756 | 2004 RV87                | 7 settembre 2004  | NEAT                      |
| 641757 | 2004 RB107               | 25 agosto 2004    | Spacewatch                |
| 641758 | 2004 RP113               | 7 settembre 2004  | NEAT                      |
| 641759 | 2004 RD115               | 7 settembre 2004  | Spacewatch                |
| 641760 | 2004 RD116               | 7 settembre 2004  | Spacewatch                |
| 641761 | 2004 RQ117               | 7 settembre 2004  | Spacewatch                |
| 641762 | 2004 RU117               | 7 settembre 2004  | Spacewatch                |
| 641763 | 2004 RX117               | 7 settembre 2004  | Spacewatch                |
| 641764 | 2004 RK121               | 15 agosto 2004    | Cerro Tololo Obs.         |
| 641765 | 2004 RB122               | 7 settembre 2004  | Spacewatch                |
| 641766 | 2004 RF125               | 7 settembre 2004  | Spacewatch                |
| 641767 | 2004 RN130               | 7 settembre 2004  | Spacewatch                |
| 641768 | 2004 RT130               | 11 marzo 2003     | Spacewatch                |
| 641769 | 2004 RH132               | 7 settembre 2004  | Spacewatch                |
| 641770 | 2004 RW141               | 7 agosto 2004     | NEAT                      |
| 641771 | 2004 RN147               | 9 settembre 2004  | LINEAR                    |
| 641772 | 2004 RJ160               | 10 settembre 2004 | LINEAR                    |
| 641773 | 2004 RR160               | 10 settembre 2004 | Spacewatch                |
| 641774 | 2004 RJ163               | 11 settembre 2004 | Spacewatch                |
| 641775 | 2004 RV169               | 8 settembre 2004  | LINEAR                    |
| 641776 | 2004 RF177               | 10 settembre 2004 | LINEAR                    |
| 641777 | 2004 RW201               | 11 settembre 2004 | LINEAR                    |
| 641778 | 2004 RL202               | 11 settembre 2004 | LINEAR                    |
| 641779 | 2004 RH205               | 8 settembre 2004  | NEAT                      |
| 641780 | 2004 RF207               | 12 luglio 2004    | NEAT                      |
| 641781 | 2004 RM219               | 11 settembre 2004 | LINEAR                    |
| 641782 | 2004 RS221               | 12 settembre 2004 | LINEAR                    |
| 641783 | 2004 RX228               | 9 settembre 2004  | Spacewatch                |
| 641784 | 2004 RA233               | 9 settembre 2004  | Spacewatch                |
| 641785 | 2004 RU237               | 10 settembre 2004 | Spacewatch                |
| 641786 | 2004 RY237               | 10 settembre 2004 | Spacewatch                |
| 641787 | 2004 RW239               | 15 gennaio 1996   | Spacewatch                |
| 641788 | 2004 RC240               | 10 settembre 2004 | Spacewatch                |
| 641789 | 2004 RP245               | 10 settembre 2004 | Spacewatch                |
| 641790 | 2004 RC246               | 10 settembre 2004 | Spacewatch                |
| 641791 | 2004 RC261               | 10 settembre 2004 | Spacewatch                |
| 641792 | 2004 RS261               | 10 settembre 2004 | Spacewatch                |
| 641793 | 2004 RB262               | 10 settembre 2004 | Spacewatch                |
| 641794 | 2004 RW262               | 10 settembre 2004 | Spacewatch                |
| 641795 | 2004 RV267               | 11 settembre 2004 | Spacewatch                |
| 641796 | 2004 RE269               | 11 settembre 2004 | Spacewatch                |
| 641797 | 2004 RS270               | 11 settembre 2004 | Spacewatch                |
| 641798 | 2004 RL278               | 15 settembre 2004 | Spacewatch                |
| 641799 | 2004 RF280               | 15 settembre 2004 | Spacewatch                |
| 641800 | 2004 RD285               | 15 settembre 2004 | Spacewatch                |

## 641801–641900
| Nome   | Designazione provvisoria | Data di scoperta  | Scopritore          |
| ------ | ------------------------ | ----------------- | ------------------- |
| 641801 | 2004 RK290               | 8 settembre 2004  | NEAT                |
| 641802 | 2004 RL293               | 25 agosto 2004    | Spacewatch          |
| 641803 | 2004 RS301               | 11 settembre 2004 | Spacewatch          |
| 641804 | 2004 RR303               | 12 settembre 2004 | Spacewatch          |
| 641805 | 2004 RL310               | 13 settembre 2004 | Spacewatch          |
| 641806 | 2004 RX310               | 13 settembre 2004 | NEAT                |
| 641807 | 2004 RE320               | 13 settembre 2004 | LINEAR              |
| 641808 | 2004 RR327               | 14 settembre 2004 | LINEAR              |
| 641809 | 2004 RW327               | 14 settembre 2004 | NEAT                |
| 641810 | 2004 RA329               | 15 settembre 2004 | Spacewatch          |
| 641811 | 2004 RK330               | 15 settembre 2004 | Spacewatch          |
| 641812 | 2004 RU340               | 7 settembre 2004  | LINEAR              |
| 641813 | 2004 RV341               | 11 settembre 2004 | Spacewatch          |
| 641814 | 2004 RG357               | 11 settembre 2004 | Spacewatch          |
| 641815 | 2004 RN357               | 30 settembre 2010 | Mount Lemmon Survey |
| 641816 | 2004 RQ357               | 31 ottobre 2005   | Mount Lemmon Survey |
| 641817 | 2004 RW357               | 27 dicembre 2011  | Spacewatch          |
| 641818 | 2004 RA358               | 8 febbraio 2016   | Mount Lemmon Survey |
| 641819 | 2004 RD358               | 29 marzo 2012     | Pan-STARRS          |
| 641820 | 2004 RS358               | 19 giugno 2014    | Pan-STARRS          |
| 641821 | 2004 RL359               | 2 marzo 2011      | Mount Lemmon Survey |
| 641822 | 2004 RO359               | 31 ottobre 2008   | Spacewatch          |
| 641823 | 2004 RJ360               | 15 settembre 2004 | Spacewatch          |
| 641824 | 2004 RR362               | 26 settembre 2008 | Spacewatch          |
| 641825 | 2004 RX362               | 16 ottobre 2009   | Spacewatch          |
| 641826 | 2004 RY362               | 1 febbraio 2009   | Spacewatch          |
| 641827 | 2004 RC363               | 11 settembre 2004 | Spacewatch          |
| 641828 | 2004 RN363               | 8 settembre 2004  | NEAT                |
| 641829 | 2004 RM364               | 31 ottobre 1997   | ODAS                |
| 641830 | 2004 RU364               | 21 aprile 2012    | Mount Lemmon Survey |
| 641831 | 2004 SX2                 | 17 settembre 2004 | W. Bickel           |
| 641832 | 2004 SV12                | 17 settembre 2004 | LONEOS              |
| 641833 | 2004 SW14                | 17 settembre 2004 | LONEOS              |
| 641834 | 2004 SB25                | 21 settembre 2004 | Spacewatch          |
| 641835 | 2004 SB36                | 9 settembre 2004  | Spacewatch          |
| 641836 | 2004 SG47                | 18 settembre 2004 | LINEAR              |
| 641837 | 2004 SY50                | 10 settembre 2004 | Spacewatch          |
| 641838 | 2004 SE62                | 23 settembre 2004 | Spacewatch          |
| 641839 | 2004 SU62                | 24 settembre 2004 | Spacewatch          |
| 641840 | 2004 SB63                | 16 febbraio 2015  | Pan-STARRS          |
| 641841 | 2004 SJ63                | 22 settembre 2004 | Spacewatch          |
| 641842 | 2004 SE65                | 26 novembre 2014  | Pan-STARRS          |
| 641843 | 2004 SR66                | 22 settembre 2004 | Spacewatch          |
| 641844 | 2004 TD                  | 3 ottobre 2004    | NEAT                |
| 641845 | 2004 TE5                 | 4 ottobre 2004    | Spacewatch          |
| 641846 | 2004 TC25                | 4 ottobre 2004    | Spacewatch          |
| 641847 | 2004 TO27                | 4 ottobre 2004    | Spacewatch          |
| 641848 | 2004 TM30                | 4 ottobre 2004    | Spacewatch          |
| 641849 | 2004 TE44                | 4 ottobre 2004    | Spacewatch          |
| 641850 | 2004 TJ45                | 4 ottobre 2004    | Spacewatch          |
| 641851 | 2004 TB47                | 4 ottobre 2004    | Spacewatch          |
| 641852 | 2004 TU56                | 5 ottobre 2004    | Spacewatch          |
| 641853 | 2004 TH66                | 5 ottobre 2004    | LONEOS              |
| 641854 | 2004 TN71                | 23 settembre 2004 | Spacewatch          |
| 641855 | 2004 TM77                | 7 ottobre 2004    | Spacewatch          |
| 641856 | 2004 TY78                | 4 ottobre 2004    | Spacewatch          |
| 641857 | 2004 TV79                | 5 ottobre 2004    | Spacewatch          |
| 641858 | 2004 TM80                | 5 ottobre 2004    | Spacewatch          |
| 641859 | 2004 TD81                | 5 ottobre 2004    | Spacewatch          |
| 641860 | 2004 TT81                | 5 ottobre 2004    | Spacewatch          |
| 641861 | 2004 TD96                | 5 ottobre 2004    | Spacewatch          |
| 641862 | 2004 TX97                | 5 ottobre 2004    | Spacewatch          |
| 641863 | 2004 TK98                | 5 ottobre 2004    | Spacewatch          |
| 641864 | 2004 TO98                | 5 ottobre 2004    | Spacewatch          |
| 641865 | 2004 TQ99                | 5 ottobre 2004    | Spacewatch          |
| 641866 | 2004 TK100               | 5 ottobre 2004    | NEAT                |
| 641867 | 2004 TU101               | 6 ottobre 2004    | Spacewatch          |
| 641868 | 2004 TY105               | 7 ottobre 2004    | LINEAR              |
| 641869 | 2004 TR107               | 7 ottobre 2004    | Spacewatch          |
| 641870 | 2004 TO108               | 9 settembre 2004  | LINEAR              |
| 641871 | 2004 TF113               | 7 ottobre 2004    | Spacewatch          |
| 641872 | 2004 TU121               | 7 ottobre 2004    | LONEOS              |
| 641873 | 2004 TY128               | 7 ottobre 2004    | LINEAR              |
| 641874 | 2004 TC140               | 22 settembre 2004 | LINEAR              |
| 641875 | 2004 TN145               | 5 ottobre 2004    | Spacewatch          |
| 641876 | 2004 TO145               | 5 ottobre 2004    | Spacewatch          |
| 641877 | 2004 TE147               | 6 ottobre 2004    | Spacewatch          |
| 641878 | 2004 TU147               | 6 ottobre 2004    | Spacewatch          |
| 641879 | 2004 TX152               | 6 ottobre 2004    | Spacewatch          |
| 641880 | 2004 TM156               | 6 ottobre 2004    | Spacewatch          |
| 641881 | 2004 TB158               | 6 ottobre 2004    | Spacewatch          |
| 641882 | 2004 TZ158               | 6 ottobre 2004    | Spacewatch          |
| 641883 | 2004 TV159               | 6 ottobre 2004    | Spacewatch          |
| 641884 | 2004 TW161               | 6 ottobre 2004    | Spacewatch          |
| 641885 | 2004 TX161               | 6 ottobre 2004    | Spacewatch          |
| 641886 | 2004 TB165               | 7 ottobre 2004    | Spacewatch          |
| 641887 | 2004 TD177               | 4 ottobre 2004    | Spacewatch          |
| 641888 | 2004 TP177               | 7 ottobre 2004    | Spacewatch          |
| 641889 | 2004 TJ179               | 7 ottobre 2004    | Spacewatch          |
| 641890 | 2004 TG182               | 7 ottobre 2004    | Spacewatch          |
| 641891 | 2004 TD187               | 7 ottobre 2004    | Spacewatch          |
| 641892 | 2004 TA188               | 7 ottobre 2004    | Spacewatch          |
| 641893 | 2004 TX188               | 7 ottobre 2004    | Spacewatch          |
| 641894 | 2004 TB191               | 7 ottobre 2004    | Spacewatch          |
| 641895 | 2004 TC191               | 7 ottobre 2004    | Spacewatch          |
| 641896 | 2004 TS201               | 7 ottobre 2004    | Spacewatch          |
| 641897 | 2004 TQ208               | 8 ottobre 2004    | Spacewatch          |
| 641898 | 2004 TJ226               | 8 ottobre 2004    | Spacewatch          |
| 641899 | 2004 TV226               | 8 ottobre 2004    | Spacewatch          |
| 641900 | 2004 TE233               | 8 ottobre 2004    | Spacewatch          |

## 641901–642000
| Nome   | Designazione provvisoria | Data di scoperta  | Scopritore                      |
| ------ | ------------------------ | ----------------- | ------------------------------- |
| 641901 | 2004 TR244               | 7 ottobre 2004    | Spacewatch                      |
| 641902 | 2004 TC249               | 7 ottobre 2004    | Spacewatch                      |
| 641903 | 2004 TE250               | 7 ottobre 2004    | Spacewatch                      |
| 641904 | 2004 TL254               | 9 ottobre 2004    | Spacewatch                      |
| 641905 | 2004 TB260               | 9 ottobre 2004    | Spacewatch                      |
| 641906 | 2004 TD263               | 9 ottobre 2004    | Spacewatch                      |
| 641907 | 2004 TE271               | 9 ottobre 2004    | Spacewatch                      |
| 641908 | 2004 TW281               | 24 aprile 2003    | LONEOS                          |
| 641909 | 2004 TM283               | 8 ottobre 2004    | Spacewatch                      |
| 641910 | 2004 TV289               | 10 ottobre 2004   | Spacewatch                      |
| 641911 | 2004 TN292               | 10 ottobre 2004   | Spacewatch                      |
| 641912 | 2004 TZ299               | 8 ottobre 2004    | LINEAR                          |
| 641913 | 2004 TM300               | 8 ottobre 2004    | Spacewatch                      |
| 641914 | 2004 TB306               | 10 ottobre 2004   | LINEAR                          |
| 641915 | 2004 TM308               | 10 ottobre 2004   | LINEAR                          |
| 641916 | 2004 TH312               | 11 ottobre 2004   | Spacewatch                      |
| 641917 | 2004 TC314               | 11 ottobre 2004   | Spacewatch                      |
| 641918 | 2004 TP314               | 11 ottobre 2004   | Spacewatch                      |
| 641919 | 2004 TT315               | 11 ottobre 2004   | Spacewatch                      |
| 641920 | 2004 TJ316               | 11 ottobre 2004   | Spacewatch                      |
| 641921 | 2004 TL317               | 11 ottobre 2004   | Spacewatch                      |
| 641922 | 2004 TS318               | 11 ottobre 2004   | Spacewatch                      |
| 641923 | 2004 TX322               | 11 ottobre 2004   | Spacewatch                      |
| 641924 | 2004 TT331               | 9 ottobre 2004    | Spacewatch                      |
| 641925 | 2004 TW338               | 12 ottobre 2004   | Spacewatch                      |
| 641926 | 2004 TP342               | 13 ottobre 2004   | Spacewatch                      |
| 641927 | 2004 TB344               | 15 ottobre 2004   | Spacewatch                      |
| 641928 | 2004 TH347               | 12 ottobre 2004   | LONEOS                          |
| 641929 | 2004 TC352               | 11 ottobre 2004   | L. H. Wasserman, J. R. Lovering |
| 641930 | 2004 TA354               | 15 ottobre 2004   | Spacewatch                      |
| 641931 | 2004 TV358               | 6 ottobre 2004    | Spacewatch                      |
| 641932 | 2004 TK360               | 10 ottobre 2004   | LINEAR                          |
| 641933 | 2004 TC362               | 15 ottobre 2004   | Mount Lemmon Survey             |
| 641934 | 2004 TY362               | 15 settembre 2004 | Spacewatch                      |
| 641935 | 2004 TU363               | 9 ottobre 2004    | Spacewatch                      |
| 641936 | 2004 TZ365               | 2 ottobre 2013    | Spacewatch                      |
| 641937 | 2004 TN372               | 22 febbraio 2007  | Spacewatch                      |
| 641938 | 2004 TM373               | 15 ottobre 2004   | Spacewatch                      |
| 641939 | 2004 TD374               | 11 ottobre 2004   | L. H. Wasserman, J. R. Lovering |
| 641940 | 2004 TO374               | 5 ottobre 2004    | Spacewatch                      |
| 641941 | 2004 TP374               | 20 marzo 2010     | Spacewatch                      |
| 641942 | 2004 TJ375               | 21 settembre 2011 | Mount Lemmon Survey             |
| 641943 | 2004 TE376               | 3 ottobre 2008    | Mount Lemmon Survey             |
| 641944 | 2004 TQ376               | 5 aprile 2014     | Pan-STARRS                      |
| 641945 | 2004 TX377               | 10 ottobre 2004   | L. H. Wasserman, J. R. Lovering |
| 641946 | 2004 TS378               | 27 giugno 2015    | Pan-STARRS                      |
| 641947 | 2004 TV378               | 10 dicembre 2009  | Mount Lemmon Survey             |
| 641948 | 2004 TY378               | 26 gennaio 2017   | Mount Lemmon Survey             |
| 641949 | 2004 TB379               | 8 ottobre 2004    | Spacewatch                      |
| 641950 | 2004 TP379               | 8 ottobre 2004    | Spacewatch                      |
| 641951 | 2004 TB380               | 27 aprile 2012    | Pan-STARRS                      |
| 641952 | 2004 TU380               | 15 ottobre 2004   | M. W. Buie, D. E. Trilling      |
| 641953 | 2004 TB381               | 23 marzo 2006     | Mount Lemmon Survey             |
| 641954 | 2004 TL381               | 3 ottobre 2013    | Pan-STARRS                      |
| 641955 | 2004 TR381               | 26 ottobre 2009   | Spacewatch                      |
| 641956 | 2004 TW381               | 12 ottobre 2004   | Spacewatch                      |
| 641957 | 2004 TE382               | 30 maggio 2003    | M. W. Buie, K. J. Meech         |
| 641958 | 2004 TG382               | 18 settembre 2010 | Mount Lemmon Survey             |
| 641959 | 2004 TK382               | 14 agosto 2004    | Cerro Tololo Obs.               |
| 641960 | 2004 TN382               | 24 settembre 2008 | Mount Lemmon Survey             |
| 641961 | 2004 TD384               | 6 maggio 2017     | Pan-STARRS                      |
| 641962 | 2004 TL384               | 12 agosto 2015    | Pan-STARRS                      |
| 641963 | 2004 TU384               | 12 ottobre 2004   | Spacewatch                      |
| 641964 | 2004 TA387               | 12 ottobre 2004   | Spacewatch                      |
| 641965 | 2004 TE387               | 6 ottobre 2004    | Spacewatch                      |
| 641966 | 2004 UB10                | 11 ottobre 2004   | NEAT                            |
| 641967 | 2004 UM11                | 1 ottobre 2013    | Mount Lemmon Survey             |
| 641968 | 2004 UO11                | 4 ottobre 2013    | Mount Lemmon Survey             |
| 641969 | 2004 VW5                 | 11 agosto 2004    | LINEAR                          |
| 641970 | 2004 VJ11                | 3 novembre 2004   | NEAT                            |
| 641971 | 2004 VP11                | 3 novembre 2004   | NEAT                            |
| 641972 | 2004 VD15                | 15 ottobre 2004   | Spacewatch                      |
| 641973 | 2004 VC21                | 27 settembre 2000 | Spacewatch                      |
| 641974 | 2004 VU34                | 3 novembre 2004   | Spacewatch                      |
| 641975 | 2004 VR44                | 4 novembre 2004   | Spacewatch                      |
| 641976 | 2004 VZ44                | 4 novembre 2004   | Spacewatch                      |
| 641977 | 2004 VD78                | 16 novembre 2004  | D. T. Durig, L. M. Parham       |
| 641978 | 2004 VX82                | 10 novembre 2004  | Spacewatch                      |
| 641979 | 2004 VW87                | 11 novembre 2004  | Spacewatch                      |
| 641980 | 2004 VV88                | 11 novembre 2004  | Spacewatch                      |
| 641981 | 2004 VT89                | 11 novembre 2004  | Spacewatch                      |
| 641982 | 2004 VQ98                | 9 novembre 2004   | Osservatorio di Mauna Kea       |
| 641983 | 2004 VU123               | 8 ottobre 2004    | Spacewatch                      |
| 641984 | 2004 VS131               | 12 maggio 2007    | Mount Lemmon Survey             |
| 641985 | 2004 VA133               | 13 febbraio 2013  | Pan-STARRS                      |
| 641986 | 2004 VB133               | 8 dicembre 2012   | Mount Lemmon Survey             |
| 641987 | 2004 VX133               | 28 marzo 2012     | Mount Lemmon Survey             |
| 641988 | 2004 VZ133               | 26 settembre 2011 | Pan-STARRS                      |
| 641989 | 2004 VK134               | 1 aprile 2016     | Pan-STARRS                      |
| 641990 | 2004 VN134               | 3 novembre 2004   | Spacewatch                      |
| 641991 | 2004 VA135               | 30 agosto 2013    | Pan-STARRS                      |
| 641992 | 2004 VD135               | 5 settembre 2008  | Spacewatch                      |
| 641993 | 2004 VE135               | 5 ottobre 2013    | Pan-STARRS                      |
| 641994 | 2004 VG135               | 22 gennaio 2013   | Mount Lemmon Survey             |
| 641995 | 2004 VO136               | 3 ottobre 2013    | Pan-STARRS                      |
| 641996 | 2004 VL138               | 10 novembre 2004  | Spacewatch                      |
| 641997 | 2004 WQ                  | 4 novembre 2004   | LONEOS                          |
| 641998 | 2004 WU2                 | 12 settembre 2004 | NEAT                            |
| 641999 | 2004 WP13                | 29 aprile 2014    | Pan-STARRS                      |
| 642000 | 2004 WV13                | 14 settembre 2013 | Pan-STARRS                      |